# Norbert Heinel
Norbert Heinel (* 1951) ist ein österreichischer Tennis-, Ski- und Dirigierlehrer.

## Leben
Heinel legte Diplomprüfungen in Komposition, Klavier, Flöte, Cello und im Dirigieren ab und beendete zwei Magister-Studiengänge. Der staatlich geprüfte Tennis- und Skilehrer erwarb sieben Doktorgrade: in Theologie, Psychologie, Pädagogik (Universität Salzburg), Philosophie, Musikwissenschaft (Universität Wien), Kunstwissenschaft (Universität Graz) und Geschichte (Universität Innsbruck). Damit gilt er als Rekordhalter der meisten Doktortitel Österreichs. Er unterrichtete an der Anton Bruckner Privatuniversität Linz Dirigieren. Einer seiner Schüler ist Johann Mösenbichler.

## Schriften (Auswahl)
- Der Begriff der Wiederholung bei Sören Kierkegaard. Wien 1975, (zugleich Dissertation, Wien 1976).
- Die Gestaltungsangst des Musikers. Ursachen und Vermeidung des "Lampenfiebers". Ed. Praesens, Wien 1998, ISBN 3-901126-69-4.
- Integrale Psychologie. Zur Einheit von Physik, Psychik und Ethik. Ed. Praesens, Wien 1998, ISBN 3-901126-70-8, (zugleich Dissertation, Salzburg 1997).
- Erziehung zur Einsicht. Schopenhauer als Erzieher. Denkmayr, Linz 2005, ISBN 3-902488-05-0, (zugleich Dissertation, Salzburg 2004).
- Richard Wagner als Dirigent. Ed. Praesens, Wien 2006, ISBN 3-7069-0375-X, (zugleich Dissertation, Wien 2005).
- Philosophie des musikalischen Kunstwerks. Gesammelte Beiträge. Ed. Praesens, Wien 2008, ISBN 3-7069-0414-4.
- Manet und die Musik. Der Begriff des Musikalischen in der Malerei. Graz 2011, (zugleich Dissertation, Graz 2011).
- Karl Ehregott (Andreas) Mangelsdorf Werk und Wirken, (zugleich Dissertation, Innsbruck 2016).